# هجوم به دانشگاه ریورساید در سال ۱۹۸۵
هجوم به دانشگاه ریورساید در ۲۰ آوریل سال ۱۹۸۵ از سوی جبههٔ آزادی بخش جانوران و پس از دریافتِ اطلاعات محرمانه از یک دانشجو، به دانشگاه کالیفرنیا، ریورساید (UCR) انجام شد.
در این هجوم، نزدیک به ۷۰۰ هزار دلار خسارت به بار آمد و ۴۶۸ حیوان نیز آزاد شدند. این شامل یک بوزینهٔ پنج‌هفته‌ای به نام بریچز نیز می‌شد که هنگام تولد از مادرش جدا شده و در حالی که چشمانش دوخته شده بودند، روی سرش یک دستگاه سونار قرار داشت و تنها رها شده بود. تمام این اعمال برای مطالعه و پژوهش در زمینهٔ نابینایی انجام شده بود. این حمله ازسوی جبههٔ آزادی بخش حیوانات فیلم برداری شد، هشت آزمایش از هفده آزمایش انجام نشد و دانشگاه به از دست رفتن سال‌ها تحقیقات پزشکی اشاره کرد. در پاسخ به این حمله جیمز وینگاردن، رئیس سازمان ملی بهداشت آمریکا، اظهار کرد: «حمله به آزمایشگاه‌ها باید حملهٔ تروریستی تلقی شود.»